# Henri De Wolf
Henri De Wolf (ur. 17 sierpnia 1936 w Deinze, zm. 12 stycznia 2023) – belgijski kolarz szosowy, brązowy medalista mistrzostw świata.

## Kariera
Największy sukces w karierze Henri De Wolf osiągnął w 1958 roku, kiedy zdobył brązowy medal w wyścigu ze startu wspólnego amatorów podczas szosowych mistrzostw świata w Reims. W zawodach tych wyprzedzili go jedynie Gustav-Adolf Schur z NRD oraz inny Belg - Valère Paulissen. Był to jednak jedyny medal wywalczony przez De Wolfa na międzynarodowej imprezie tej rangi. Ponadto wygrał między innymi Tour de la province de Namur w 1957 roku, La Flèche Wallonne w 1962 roku oraz Paryż-Valenciennes i Druivenkoers Overijse w 1963 roku. Czterokrotnie startował w Tour de France, najlepszy wynik osiągając w 1963 roku, kiedy zajął 33. miejsce w klasyfikacji generalnej. W 1967 roku wystartował także w Giro d’Italia, ale nie ukończył rywalizacji. Nigdy nie wystąpił na igrzyskach olimpijskich. Jako zawodowiec startował w 1959-1969.